# Полиньяк, Пьер де
Граф Пьер де Полиньяк, принц Монакский, герцог Валентинуа (24 октября 1895 — 10 ноября 1964) — отец князя Монако Ренье III, дедушка нынешнего князя Альбера II, супруг Монакской принцессы Шарлотты.

## Биография
Граф Пьер де Полиньяк родился в семье графа Максенса де Полиньяка (1857—1936) и его супруги, мексиканки по происхождению Сусаны де ла Торре (1858—1913). Всего в семье было 8 детей.
19 марта 1920 года в Монако граф женился на принцессе Шарлотте, внебрачной (узаконена 16 мая 1919 года) единственной дочери монакского князя Луи II. После брака он получил титул принца Монако, герцога Валентинуа. Его супруга стала Наследной принцессой Монако в 1922 году, но отказалась от этого титула в 1944, уступив свои права их сыну Ренье, который стал в 1949 году князем Монако под именем Ренье III. 18 февраля 1933 года принц и принцесса развелись. Он стал проживать в Париже, где у него была квартира и загородный дом. В браке они имели двоих детей:
- Антуанетта Луиза Альберта Сюзанна Монакская (1920—2011)
- Ренье III (1923—2005), князь Монако, женился на кинозвезде Грейс Келли.

Принц Пьер умер в Американском госпитале в Париже 10 ноября 1964 года.